# Casa Cordero
La casa Cordero (casa de Cordero) o casa del Maragato es un edificio del centro de Madrid que se encuentra al comienzo de la calle Mayor (número 1) junto a la Puerta del Sol. Recibe ese nombre por su promotor y primer propietario: Santiago Alonso Cordero, maragato de Astorga (León). Considerada la obra civil más representativa del Madrid del periodo central del siglo XIX, albergó la conocida fonda de La Vizcaína, que ocupó dos plantas del edificio.

## Historia

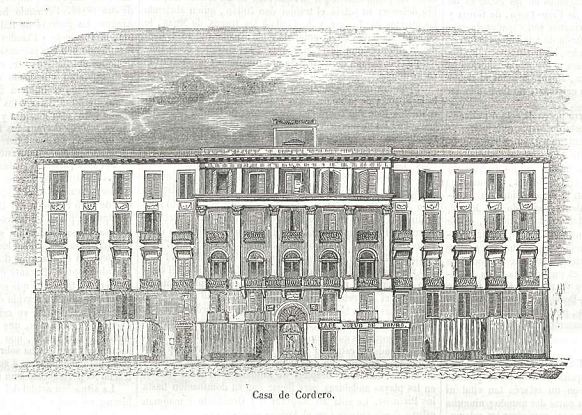
Casa Cordero hacia 1849 en La Ilustración.

En el espacio donde se levantó la casa Cordero se encontraba antes el convento de San Felipe el Real. Según algunas versiones, quizá legendarias, Santiago Cordero, promotor del edificio, pudo haber adquirido el solar con el primer premio en la lotería de Navidad, siendo este el origen de su fortuna. Cuando se inauguró la casa, diseñada y construida por el arquitecto municipal Juan José Sánchez Pescador en 1842, fue dedicada en su mayoría a viviendas. En 1846, en sus bajos, abrió sus puertas la Fonda de la Vizcaína, cuya propietaria era Ramona Berdorrain; fue uno de los primeros establecimientos madrileños en ofrecer una gastronomía de "corte más europea", con menos ajo y aceite, y sirviendo los menús en tables d'hôte. En La Vizcaína, se alojó en 1865 Hans Christian Andersen, en su viaje por España; lo que más le gustó de Madrid fue el Museo del Prado. Hoy en día, una placa lo recuerda. También se alojó en aquella fonda decimonónica el viajero inglés William George Clark, autor de Gazpacho: or Summer months in Spain.

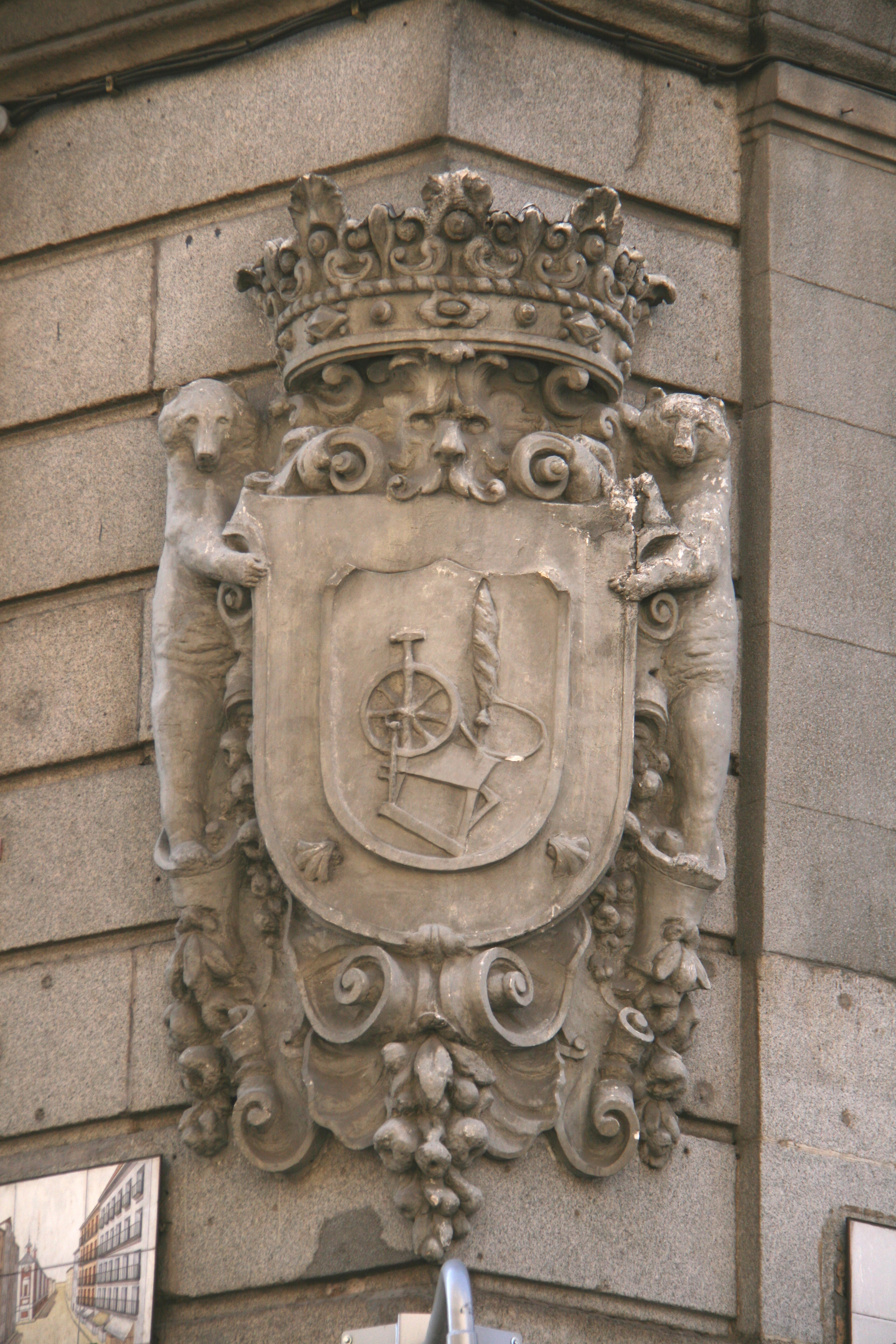
Escudo de armas en la esquina de la Casa Cordero.

Más tarde, la primera planta fue ocupada por el Gran Bazar de la Unión que existió hasta 1954; y en la planta baja estuvo desde 1875 el Café de Lisboa (antes Café Comercio). En este edificio se instaló en 1887 la primera central telefónica comercial de Madrid, para lo cual se construyó una estructura metálica en su cubierta, el llamado kiosco del teléfono que se mantuvo hasta 1926. 
El 13 de septiembre de 1974, ETA-V Asamblea perpetró el que se conoce como atentado de la Calle del Correo, al colocar una potente bomba en la cafetería Rolando, situada en los bajos de este edificio, y en el que murieron trece personas y resultaron heridas otras setenta.